# Farewell Andromeda
Farewell Andromeda è il settimo album di John Denver, pubblicato dalla RCA Victor Records nel giugno del 1973.

## Tracce
Lato A
1. I'd Rather Be a Cowboy (Lady's Chains) – 4:10 (John Denver)
2. Berkeley Woman – 3:32 (Bryan Bowers)
3. Please, Daddy – 2:56 (Bill Danoff, Taffy Nivert)
4. Angels from Montgomery – 4:47 (John Prine)
5. River of Love – 3:35 (John Sothmers)

Durata totale: 19:00
Lato B
1. Rocky Mountain Suite (Cold Nights in Canada) – 3:01 (John Denver)
2. Whiskey Basin Blues – 2:47 (John Denver)
3. Sweet Misery – 3:36 (Hoyt Axton)
4. Zachary and Jennifer – 2:00 (John Denver)
5. We Don't Live Here No More – 4:03 (Bill Danoff)
6. Farewell Andromeda (Welcome to My Morning) – 4:04 (John Denver)

Durata totale: 19:31

## Musicisti
I'd Rather Be a Cowboy (Lady's Chains)
- John Denver - chitarra acustica, voce
- Eric Weissberg - chitarra elettrica
- Frank Owens - pianoforte
- Dick Kniss - basso
- Herb Lovelle - batteria
- Lee Holdridge - conduttore strumenti a corda

Berkeley Woman
- John Denver - chitarre acustiche, voce
- Paul Prestopino - banjos, dulcimer
- Bryan Bowers - autoharp
- Dick Kniss - basso
- Bill Danoff - accompagnamento vocale
- Taffy Danoff (Taffy Nivert) - accompagnamento vocale

Please, Daddy
- John Denver - chitarre acustiche, voce
- Eric Weissberg - chitarra pedal steel
- Toots Thielemans - armonica
- Dick Kniss - basso
- Herb Lovelle - batteria
- Chip Taylor - accompagnamento vocale, coro (Campden Street Choir)
- Steve Chapin - accompagnamento vocale, coro (Campden Street Choir)
- John Denver - accompagnamento vocale, coro (Campden Street Choir)
- Milt Okun - direzione coro

Angels from Montgomery
- John Denver - chitarre acustiche, voce
- Eric Weissberg - chitarra elettrica
- Michael Holmes - pianoforte
- Dick Kniss - basso
- Herb Lovelle - batteria
- Lee Holdridge - conduttore strumenti a corda

River of Love
- John Denver - voce
- John Sommers - chitarra acustica
- Lawrence Gottlieb - chitarra pedal steel
- Jan Camp Garrett - mandolino, accompagnamento vocale
- Victor Garrett - basso
- Herb Lovelle - batteria

Rocky Mountain Suite (Cold Nights in Canada)
- John Denver - chitarre acustiche, voce
- Frank Owens - pianoforte
- George Marge - woodwinds
- Dick Kniss - basso
- Herb Lovelle - batteria
- Lee Holdridge - conduttore strumenti a corda

Whiskey Basin Blues
- John Denver - chitarre acustiche, voce
- Toots Thielemans - armonica
- Dick Kniss - basso
- Herb Lovelle - batteria

Sweet Misery
- John Denver - chitarre acustiche, voce
- Frank Owens - pianoforte
- Dick Kniss - basso
- Herb Lovelle - batteria
- Martine Habib - voce

Zachary and Jennifer
- John Denver - chitarre acustiche, voce
- George Marge - woodwinds

We Don't Live Here No More
- John Denver - chitarre acustiche, voce
- Dick Kniss - basso
- Lee Holdridge - conduttore quartetto d'archi

Farewell Andromeda (Welcome to My Morning)
- John Denver - chitarre acustiche, voce
- George Marge - flauto
- Dick Kniss - basso
- Herb Lovelle - batteria
- Gary Chester - triangolo
- Lee Holdridge - conduttore strumenti a corda
- John Sommers - accompagnamento vocale, coro (Campden Street Choir)
- Victor Garrett - accompagnamento vocale, coro (Campden Street Choir)
- Lawrence Gottlieb - accompagnamento vocale, coro (Campden Street Choir)
- Jan Camp Garrett - accompagnamento vocale, coro (Campden Street Choir)
- Chip Taylor - accompagnamento vocale, coro (Campden Street Choir)
- John Denver - accompagnamento vocale, coro (Campden Street Choir)
- Milt Okun - direzione accompagnamento vocale, coro (Campden Street Choir)[1]